# Svartkämpar
Svartkämpar, Plantago lanceolata L. är en flerårig ört.

## Beskrivning
Cirka 10–40 cm hög.
Blomstängeln bär ett svartbrunt ax och är i övrigt bladlös. Blomman har en hinnaktig och sambladig krona med fyra utstående flikar. Blomningen pågår från sen vår till fram på hösten.
De lansettformade bladen är samlade i en rosett intill marken.
Frukten har två frön.
Svartkämpar särskiljes lätt från andra kämpar genom de lansettformade bladen.
Kromosomtal 2n = 12.

## Habitat
Svartkämpar är en mycket vanlig ört i de södra delarna av Skandinavien och även långt norrut längs kusterna.

### Utbredningskartor
- Norden 
  - i Norge upp till 1 000 m ö h.
- Norra halvklotet 
  - Ej ursprunglig i Nordamerika

## Biotop
Växten trivs på öppen mark, till exempel ängar, vägrenar och hällmarker. Marken ska helst vara ganska torr, men svartkämpar kan klara sig bra även i betydligt fuktigare jord.

## Bilder

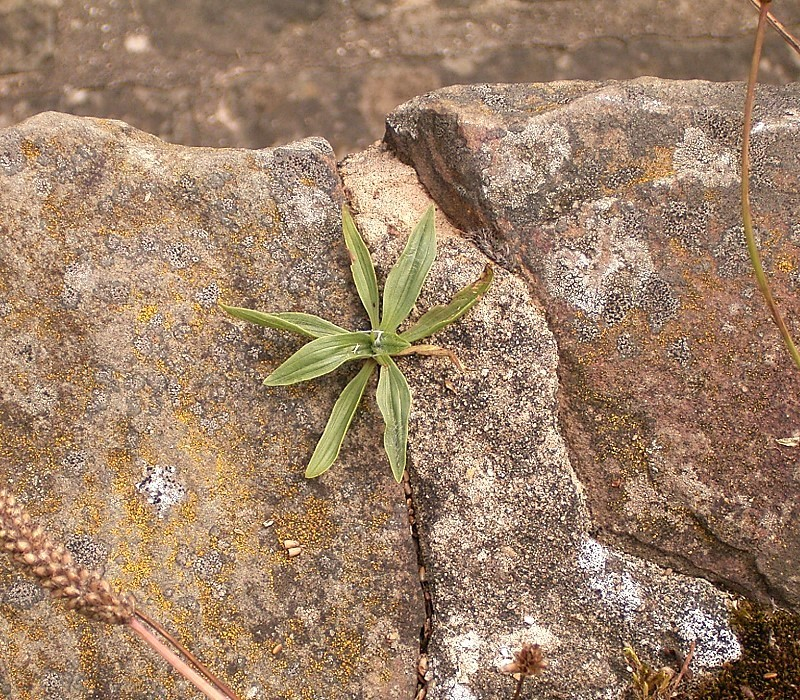
Klarar sig med ett minimum av jordmån
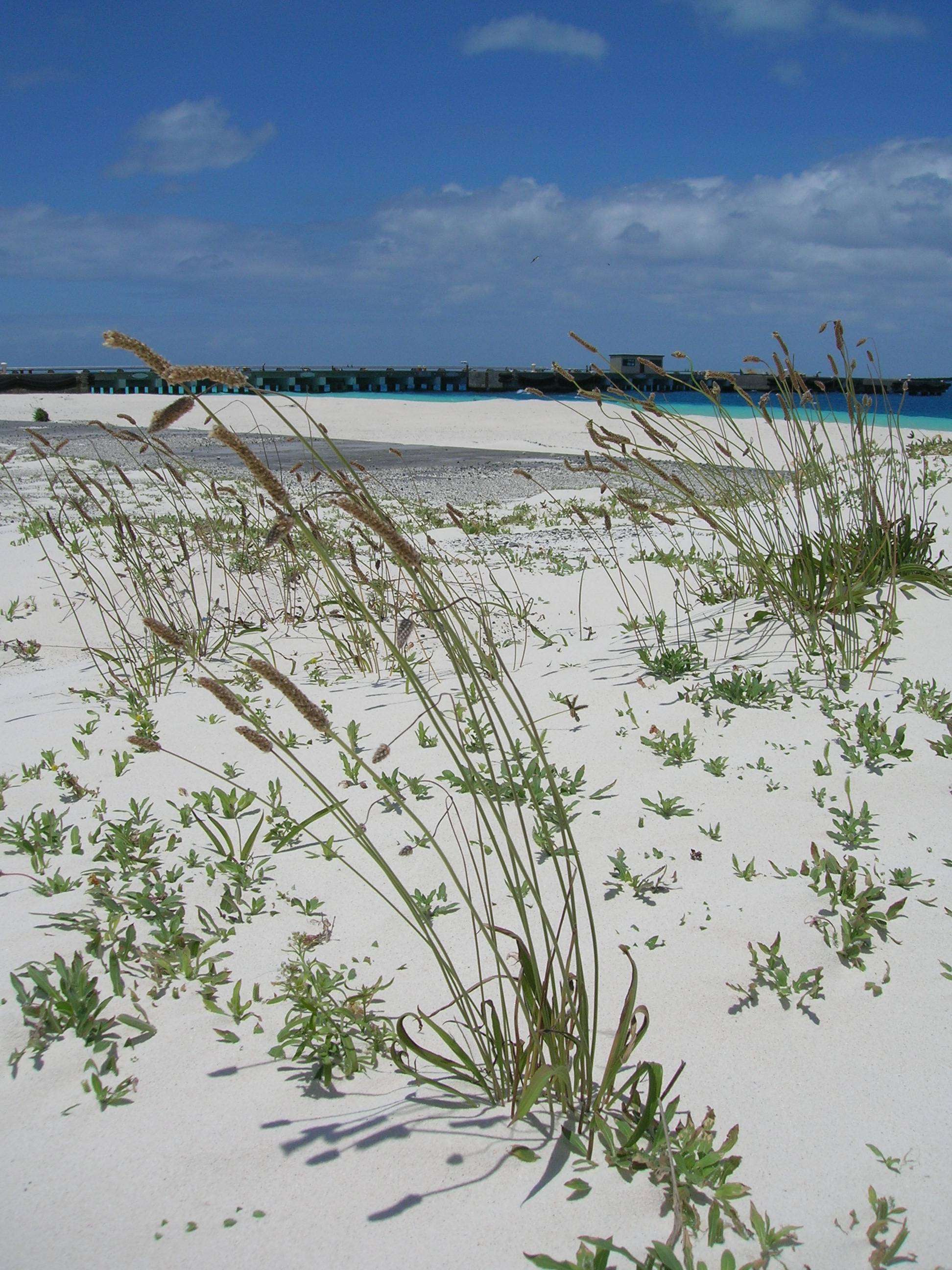
Lösan sand räcker
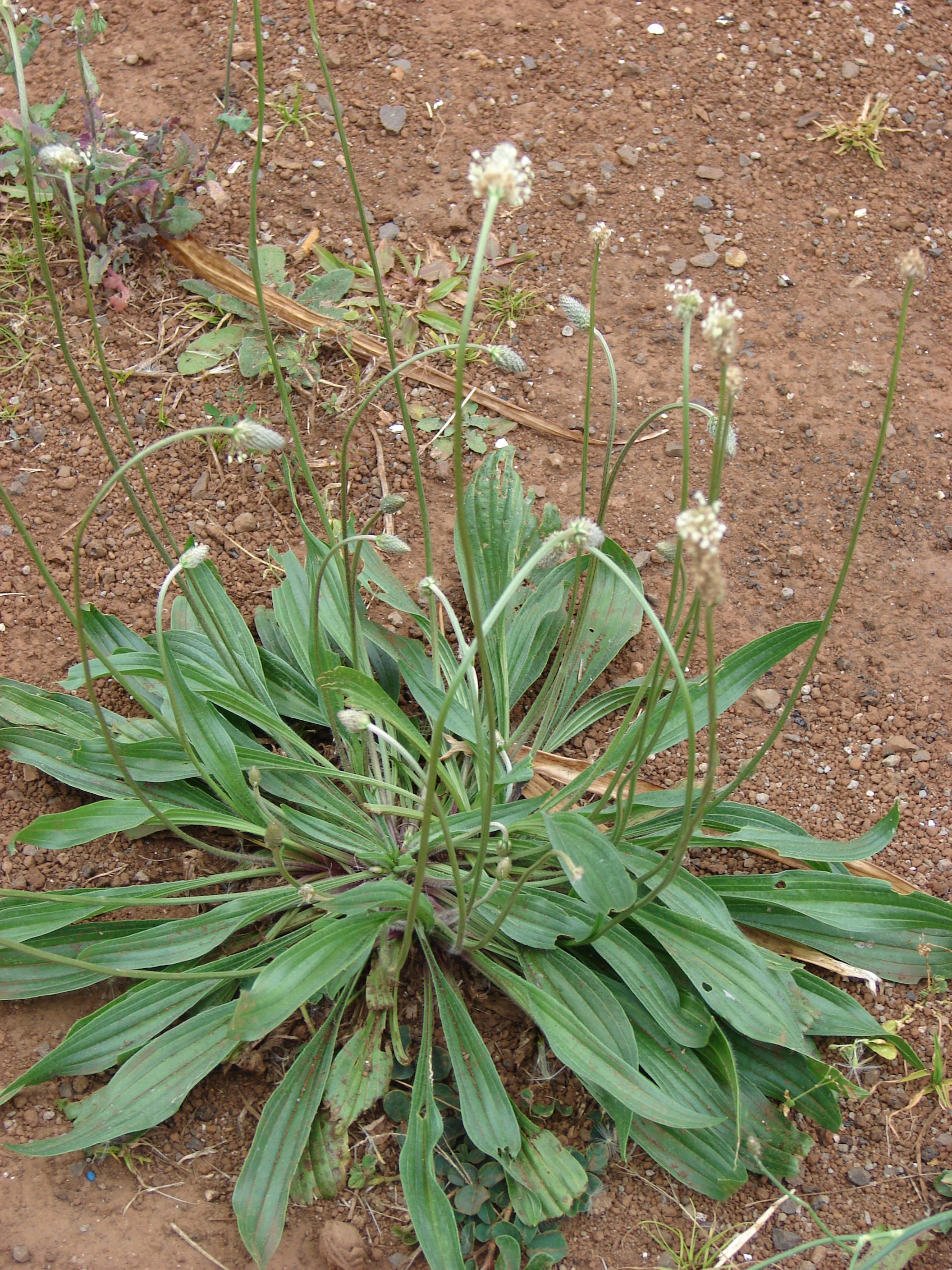
Bladrosett
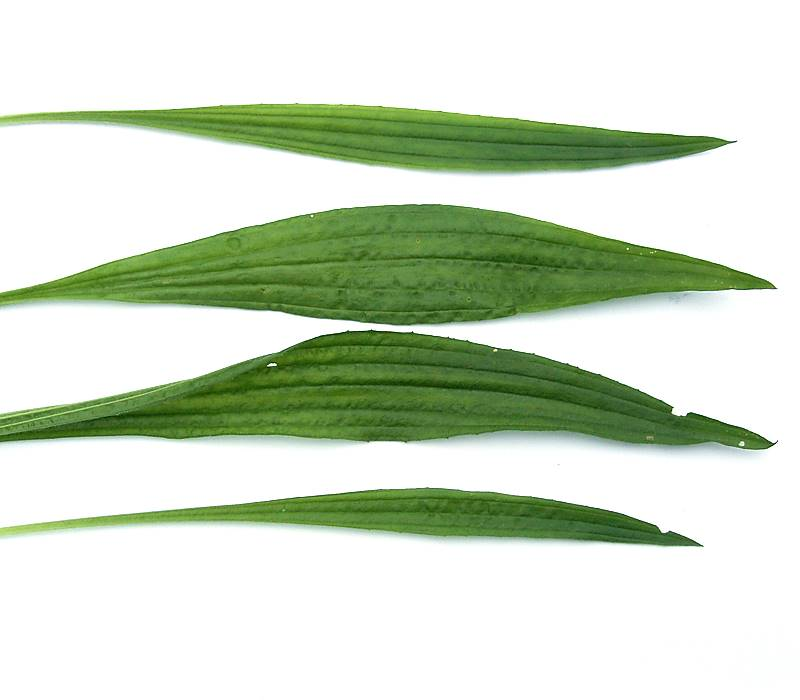
Detta visar vad som menas med lansettformade blad Lägg märke till nerverna
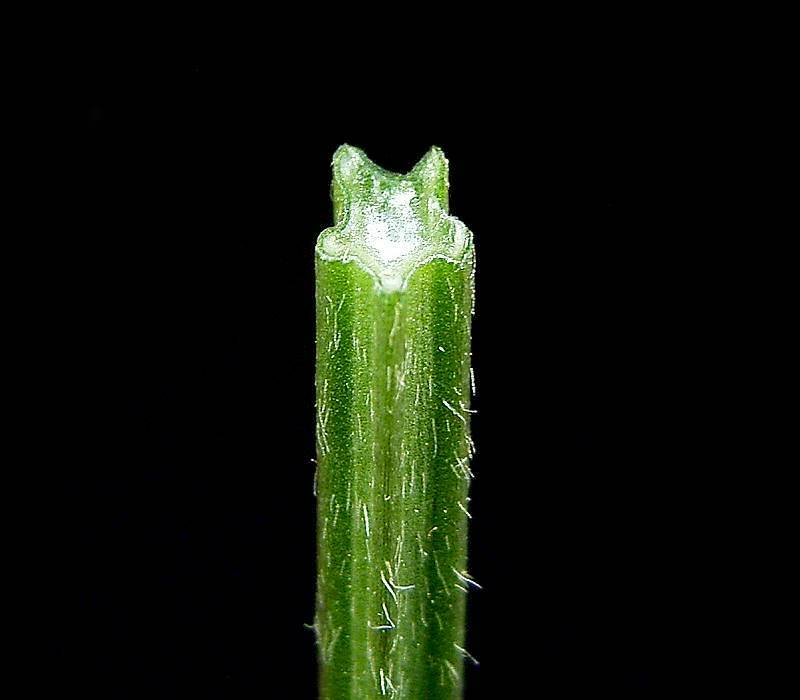
Kantig och hårig blomstjälk
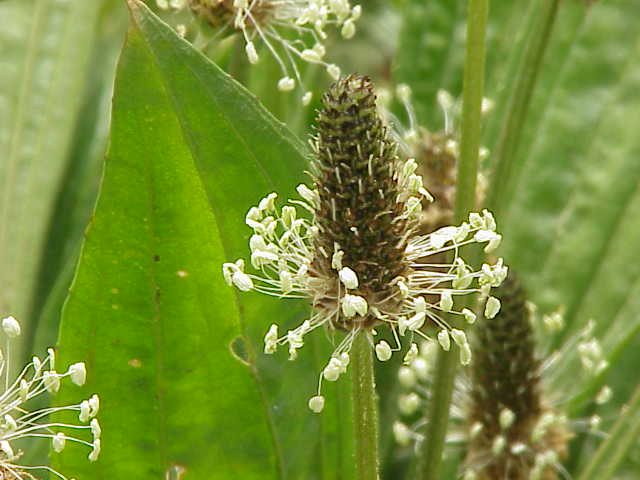
Blommande ax
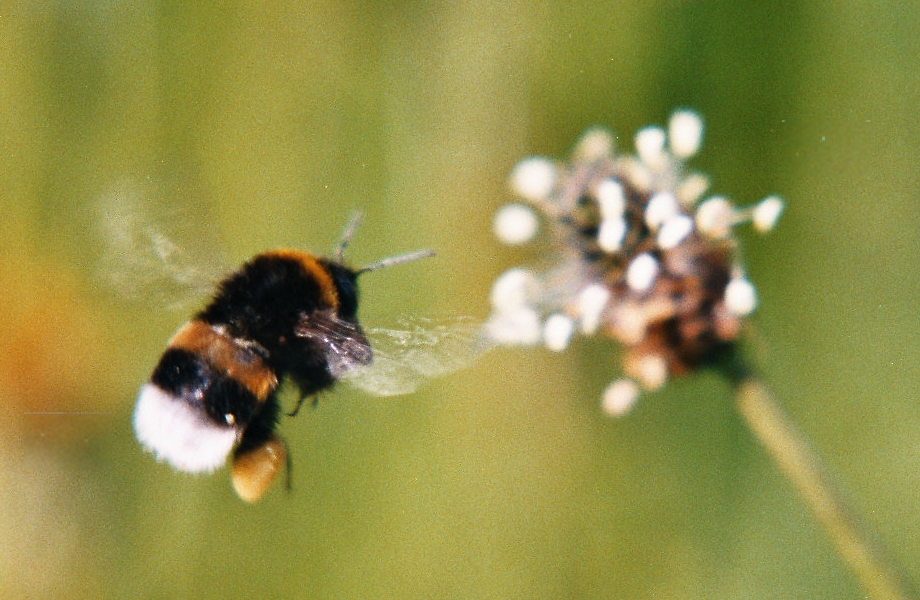
En Ljus jordhumla, Bombus lucorum med pollenpåse (corbiculae) undertill under anflygning till en svartkämpeblomma
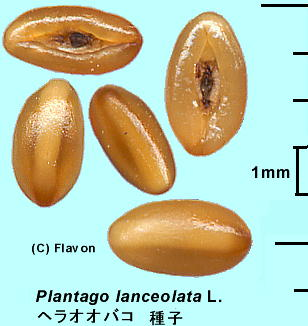
Frön
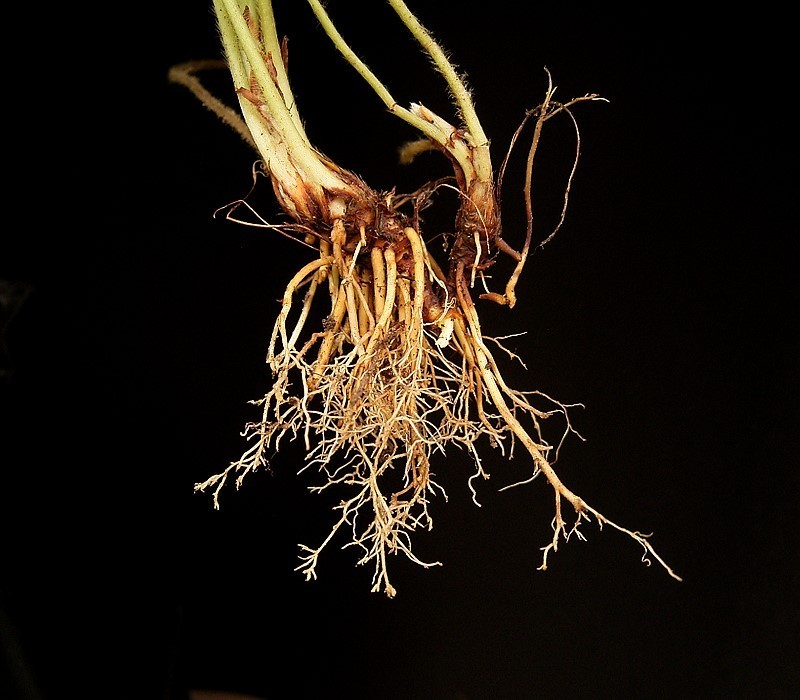
Rötter
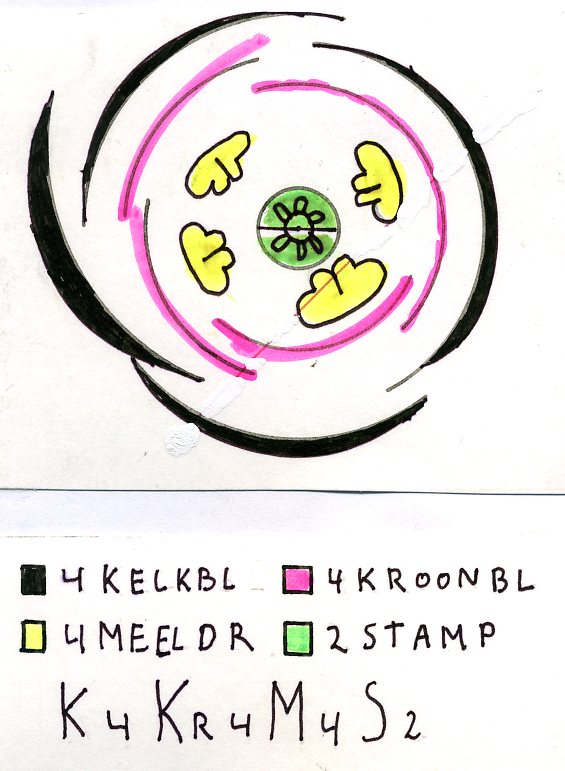
Blomdiagram • Svart kalkblad - Rött kronblad - Gult ståndare - Grönt pistill

- Blomdiagram
• Svart kalkblad
* Rött kronblad
* Gult ståndare
* Grönt pistill
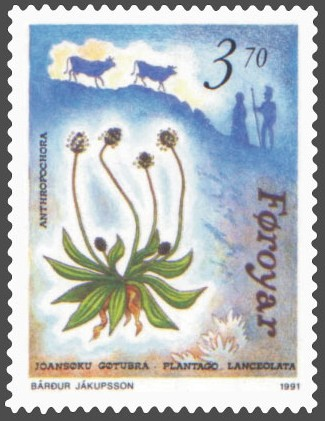
Svartkämpar på frimärke Färöarna 1991